# Platypalpus holosericus
Platypalpus holosericus är en tvåvingeart som beskrevs av Axel Leonard Melander 1924. Platypalpus holosericus ingår i släktet Platypalpus och familjen puckeldansflugor. Inga underarter finns listade i Catalogue of Life.